# Bourbon-Lancy
Bourbon-Lancy este o comună în departamentul Saône-et-Loire, Franța. În 2009 avea o populație de 5.275 de locuitori.

## Evoluția populației
| An        | 1975  | 1982  | 1990  | 1999  | 2006  | 2009  |
| --------- | ----- | ----- | ----- | ----- | ----- | ----- |
| Populație | 6.640 | 6.507 | 6.178 | 5.634 | 5.466 | 5.275 |